# Таблички з Віндоланди

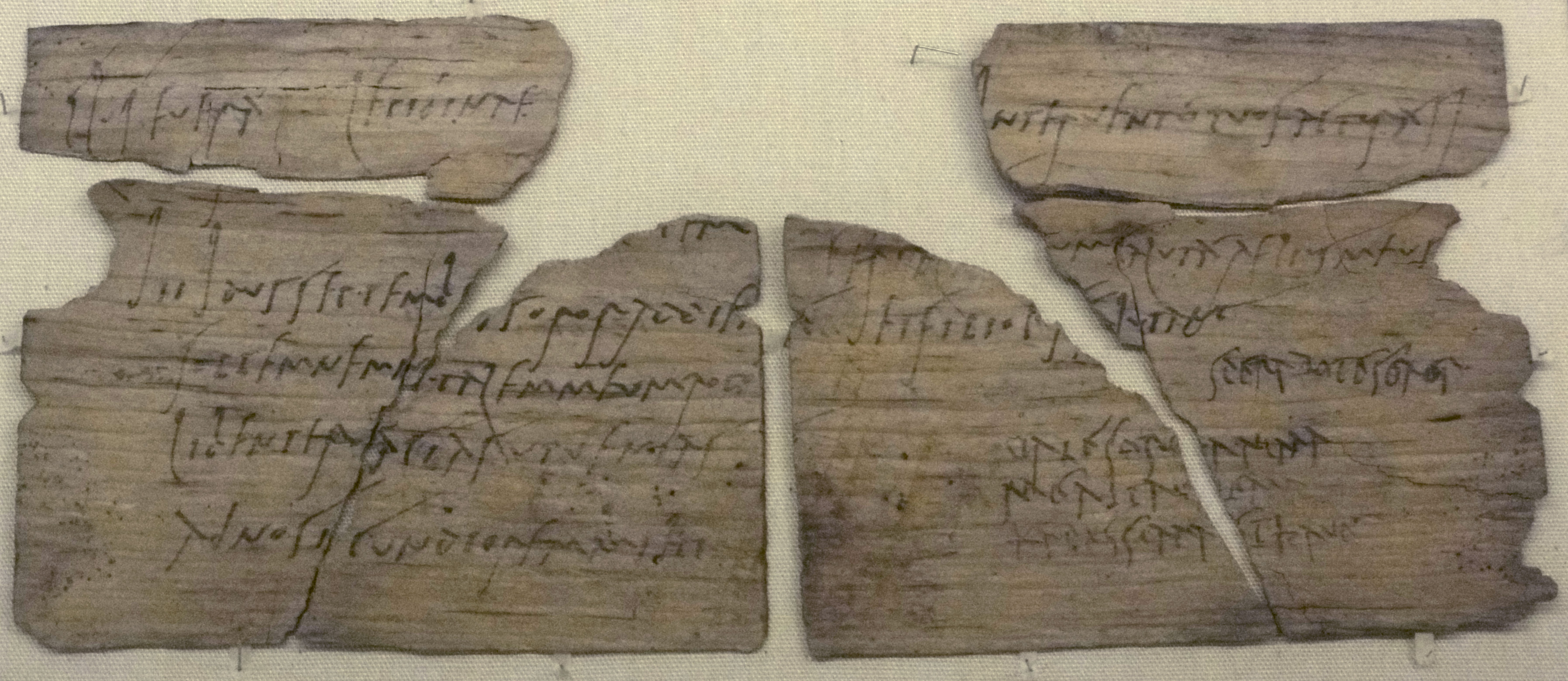
Клавдія Севера запрошує Сульпіцію Лепідіну на день народження. Віндоландська табличка № 291

Таблички з Віндоланди (англ. Vindolanda tablets, лат. Tabulae Vindolandenses) — пам'ятки побутової писемності Римської Британії, найстаріші британські письмові документи. Датуються I-II століттями нашої ери. Аналоги віндоландських табличок відомі в інших культурах (східнослов'янські берестяні грамоти, моккан в Кореї тощо). 

## Відкриття та публікація

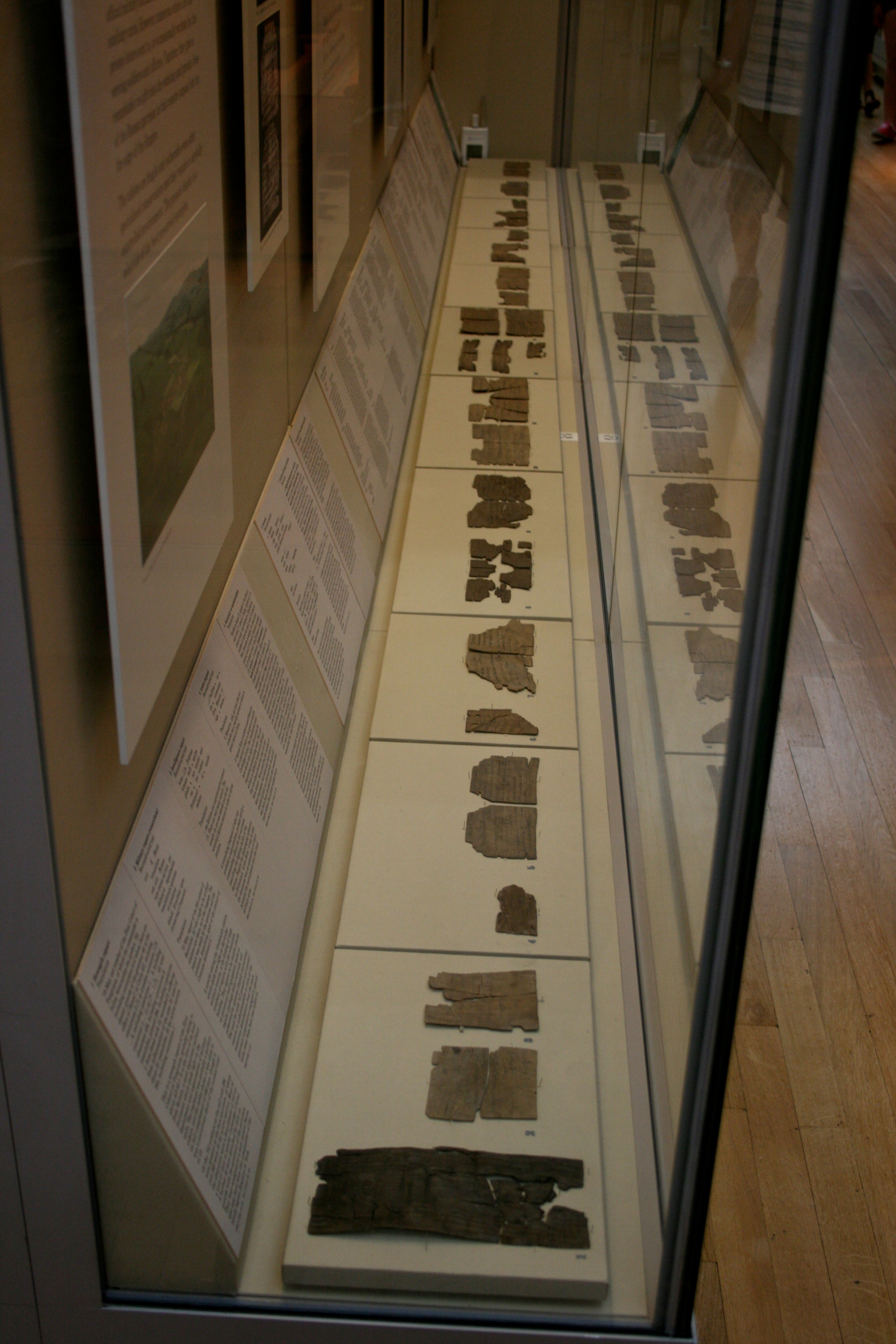
Таблички в Британському музеї

Відкрито в 1973 археологом Робіном Бірлі (Robin Birley) під час розкопок римського форту Віндоланда, що входить до групи римських фортифікаційних укріплень валу Адріана в Північній Англії. На 2010 знайдено 752 таблички. 
Таблички зберігаються в Британському музеї. Найцікавіші таблички доступні в основній експозиції музею; підписи у вітрині містять транскрипцію та переклад. У міру розкопок і виявлення нових документів вони публікуються в академічній серії під керівництвом професора Оксфордського університету антикознавця Алана Боумана (Alan Bowman).

## Зовнішній вигляд та технологія
Віндоландські таблички — тонкі дерев'яні дощечки завбільшки з сучасну листівку. Використовувалася деревина різних рослин, зокрема дуба та липи. Це перші виявлені римські написи такого типу (раніше були відомі лише папіруси римської епохи, знайдені переважно в Північній Африці); пізніше небагато табличок було знайдено також в Карлайлі (Лугуваллі). При перебудові споруд форту старі таблички, які сприймали за сміття, у великій кількості разом з іншими непотрібними речами викидалися у двір преторію, майстерень та інших будівель; там їх намагалися спалити та цьому частково вдалося перешкодити. До наших днів таблички збереглися завдяки особливим властивостям болотистого ґрунту. 
Текст на таблички нанесено вугільним чорнилом. Написи зроблено так званим латинським курсивом I — II століть. Зображення літер не завжди задовільно збереглися, для прочитання часто потрібно інфрачервоне знімання та особливе сканування. Група дослідників табличок з Віндоланди розробила спеціальні комп'ютерні програми для поліпшення видимості слідів, залишених пером, та розрізнення літер і випадкових штрихів. 

## Датування
Більшість табличок належить до періоду до спорудження валу Адріана. З п'яти виділених археологами шарів найбагатший знахідками шар 3, що належить до часів Нерви та Траяна (97-105). У цей період у форті проводилася реконструкція деяких будинків. Таблички, що містять у тексті вказівку саме на певний рік, а не день, нечисленні. Імена консулів, що згадуються на табличках, також відповідають 102 — 105 рокам. 
За Адріана (після 120) форт було істотно перебудовано, старі дерев'яні будівлі знесли та збудували нові, набагато надійніші. До періоду після 120 року (верхню межу визначити складно) належать лише декілька табличок. 

## Зміст
До гарнізону Віндоланди входили бійці допоміжних одиниць — Перші когорти тунгрів (германського племені, що жило переважно на території сучасної Бельгії) та дев'ятої когорти батавів (германців з території сучасних Нідерландів). Найближчий легіон — IX Іспанський легіон — розташовувався в Йорку (Ебураку). Деякі люди, що згадуються в документах, мали кельтські чи германські імена. Тож їхні командири, можливо, також були уродженцями північних провінцій з тих, чиї родини отримали римське громадянство порівняно недавно, але вже були романізовані та вільно володіли латиною. 
Таблички з Віндоланди містять офіційну та напівофіційну військову документацію різного рівня (листування римських командирів, звіти, списки провізії та інших речей), але також приватне листування. Найвідоміший лист Клавдії Севери, дружини Елія Брокха, командира сусіднього форту, що, можливо, називався Брига, до панії, яку звали Сульпіція Лепідіна, дружини віндоландського командира префекта дев'яти когорт батавів Флавія Церіала, із запрошенням на свій день народження (табличка 291). Севера «сердечно запрошує» подругу на свято, яке має відбутися 11 вересня, і далі шле привіти «твоєму Церіалу» від себе, а також від «мого Елія і синочка». Все це написано однією рукою (очевидно, писаря), далі йде приписка іншою рукою (очевидно, рукою самої Севери) : «Я чекаю на тебе, сестро. Прощай, сестро, душо моя, вітаю тебе і бажаю тобі всього найкращого» (Sperabo te soror. Uale soror anima mea ita ualeam karissima et haue). Цей лист, що датований приблизно 100 роком н. е., є одним з найстаріших документів, написаних жінкою. Деякі таблички містять літературні цитати — уривки з «Енеїди» Вергілія, що використовувалася в античності для навчання письма (імовірно, це дитячі вправи). 
Таблички розширюють знання про географію римської Британії; в них згадується багато римських укріплень та населених пунктів, хоча не всі з них ідентифіковані. Більшість цих назв також належать до північнобританського регіону; лише в окремих табличках є згадки про поїздки до Лондінія (Лондон), в Галію і навіть до Риму. 
Таблички є важливим свідченням рівня грамотності в римській армії, джерелом з історії латинської мови і палеографії. Подібно до берестяних грамот Київської Русі, вони знайомлять нас з деталями стародавнього побуту, відомостями, які не збереглися в книжкових пам'ятках. Наприклад, ми дізнаємося, що римські солдати носили спідню білизну (subligaria), а військові з гарнізону презирливо називали тубільне бритське населення brittunculi (щось на кшталт "британчики"). 